# Juliet Mphande
Juliet Mphande là một nhà hoạt động LGBT người Zambia và người sáng lập Friends of Rainka Zambia. Cô là một nhà hoạt động nhân quyền, nhà báo và nhà hoạt động vì hòa bình. Mphande đã kêu gọi các chính phủ thuộc địa châu Phi phải chịu trách nhiệm về các luật chống cắt xén mà họ mang đến lục địa này.

## Những người bạn của Rainka
Mphande đã tham gia với tổ chức ở Zambia kể từ khi thành lập vào năm 2007. Cô chuyển từ một ban cố vấn cộng đồng sang Chủ tịch hội đồng quản trị của tổ chức, và sau đó làm Giám đốc điều hành. Tổ chức LGBT có trụ sở tại Lusaka.